# Фридрих I (герцог Вюртемберга)
Фридрих I (фр. Frédéric I, нем. Friedrich I; 19 августа 1557, Монбельяр — 29 января 1608, Штутгарт) — граф Монбельяра с 1558 года и герцог Вюртемберга с 1593 года до своей смерти в 1608 году.
Несмотря на свой скверный характер и деспотичный стиль правления, Фридрих I оставил значительный след в истории своих владений. К бесспорным достижениям 40-летнего правления Фридриха I можно отнести окончательное укрепление лютеранства, подъём уровня образования широких слоёв общества, реконструкцию и расширение Монбельяра, развитие сельского хозяйства на своих землях и, при этом, создание первых основ индустриализации Монбельяра.

## Биография
Отец Фридриха Георг I в возрасте 57 лет вступил в брак с 19-летней Барбарой, дочерью ландграфа Гессенского Филиппа. У них вскоре после свадьбы родился сын Ульрих, не проживший и года. Через год в 1557 году на свет появился второй сын, Фридрих. Георг I умер когда Фридриху не исполнилось ещё и года, и ребёнок был воспитан семьёй.
Фридрих I получил инвеституру императора Рудольфа II в 1580 году.

### Защита лютеранства и просвещения
Фридрих с юных лет был ярым сторонником лютеранства. Он упрочил позиции лютеранского вероучения в графстве и на всех других подвластных территориях (на коллоквиуме, проходившем в Монбельяре с 21 по 29 марта 1586 года, Фридрих был арбитром между кальвинистами и лютеранами). Лютеранство было окончательно объявлено государственной религией, а с этого момента князь являлся главой церкви, summus episcopus, и его права и обязанности были сравнимы с положением епископа.
В своих владениях он укрепил систему образования и подготовки широких слоёв общества и заботливо контролировал не только французскую школу Монбельяра, но и академический коллеж города (названный «старый коллеж»), где обучались достойные ученики, затем получавшие стипендии для обучения в Тюбингенском университете.
Фридрих I противостоял войскам католика герцога Гиза, поскольку был другом Генриха Наваррского (будущего короля Генриха IV) и покровительствовал протестантам Франции.

### Развитие экономики
Фридрих благоволил цеховым объединениям (корпорациям) ремесленников, жалуя привилегии некоторым профессиям, в результате чего, к примеру, существенно возросло количество хозяйств, разводивших овец. Герцог с широким размахом начал развивать сельское хозяйство, поощряя разведение скота и распашку целинных земель в своих владениях.
На своих землях Фридрих развернул производство бумаги и добычу руды. Его сыновья Иоганн Фридрих, а затем и Людвиг Фридрих существенно развили горнодобывающую отрасль, которая обеспечила процветание металлургических заводов в Оденкуре и в Шаже.
Деспотичный характер князя Фридриха I, отличающий его от всех своих предшественников, оказал влияние на экономические и социальные государственные шаги князя, защищавшего передовые для своего времени идеи.

### Строительные проекты

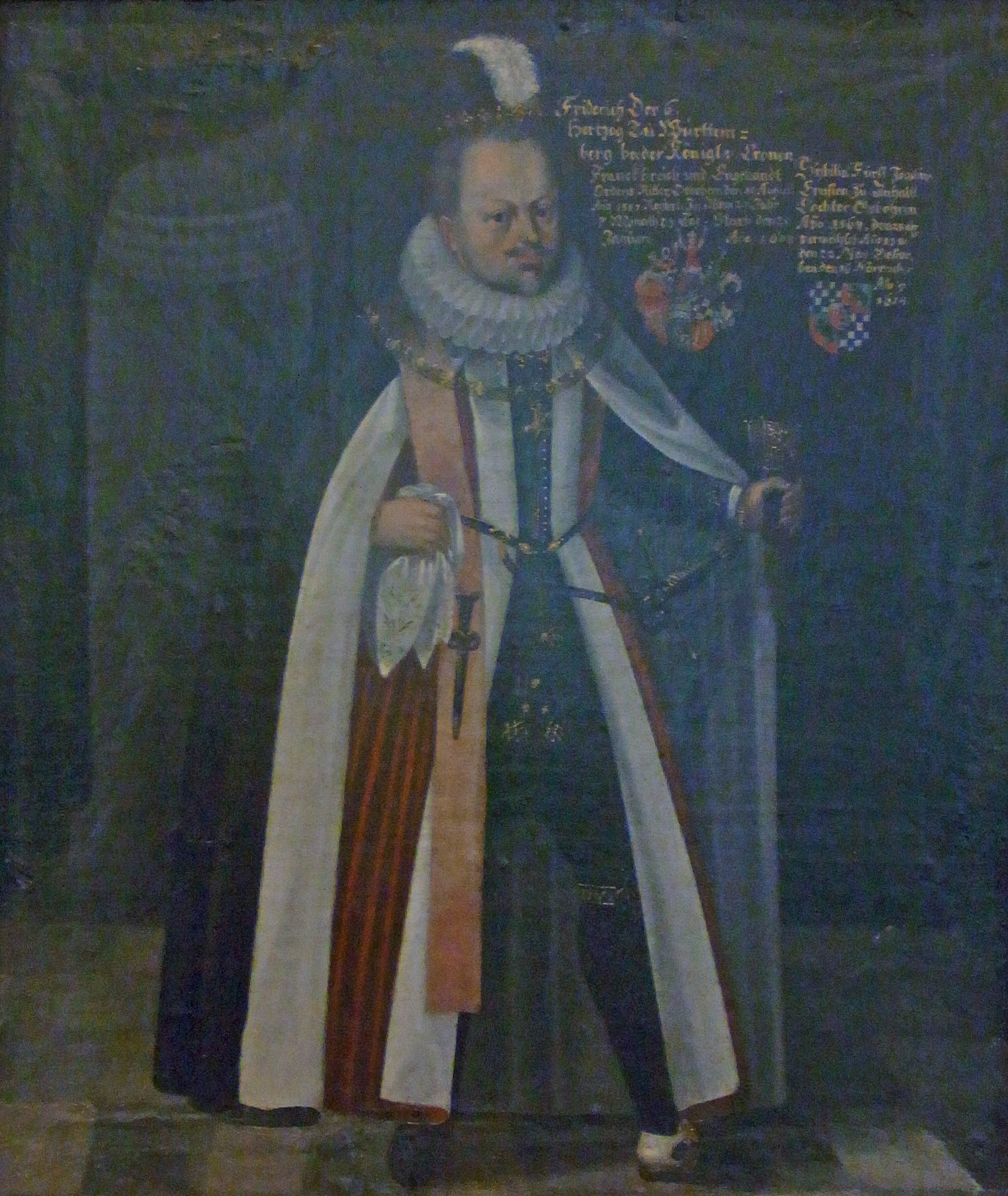
Портрет Фридриха I в качестве кавалера ордена Подвязки

Фридрих I часто путешествовал по различным европейским государствам. Особенно выделяется его поездка в Италию в 1599 году вместе со своим излюбленным архитектором Генрихом Шикхардтом, положившая начало большим архитектурным преобразованиям города Монбельяр.
Благодаря таланту своего главного архитектора, Генриха Шикхардта, Фридриху удалось преобразовать город Монбельяр и возвести городские укрепления, расширить городскую территорию (район «Новый город») и разбить несколько общественных фонтанов.
В замке Монбельяр была выстроена вторая башня (впоследствии известная как башня Фридриха), был построен Отель Бальи. Здание сельскохозяйственного рынка в Монбельяре при Фридрихе получило новое крыло.
Фридрих выполнил реконструкцию моста в соседнем с Монбельяром Вожеукуре и построил новый мост в Сошо.
Но главным строительным достижением Фридриха можно считать возведение в центре Монбельяра самой красивой протестантской кирхи страны кирхи Сен-Мартен в стиле позднего Ренессанса.

### Орден Подвязки и комедия Шекспира
Фридрих I несколько раз упоминается Шекспиром в комедии Виндзорские насмешницы. В этом произведении имелось несколько выражений о германских путешественниках в Англии и о германском герцоге, приехавшем в Виндзор без приглашения.
Фридрих, уже будучи графом Монбельяра, был прямым наследником герцогства Вюртемберг во время своей поездки по городам Англии в 1592 году. У него обнаружилось желание стать рыцарем Ордена Подвязки, о чём он настойчиво и неоднократно просил королеву Елизавету. Уже после того, как он вступил в права наследования и его свершения стали более заметными, королева согласилась принять его в члены Ордена. По преднамеренному расчёту, Фридриха не информировали заблаговременно о зачислении в рыцари Ордена и он не смог прибыть на церемонию посвящения (инвеституры) весной 1597 года.
Именно для этой церемонии Шекспиром была написана комедия Виндзорские насмешницы. Поэтому шутки о первом визите Фридриха и о его последующем отсутствии в Виндзоре, были предназначены для публики, посетившей премьеру комедии Шекспира. Взятые из первой закрытой премьеры комедии, эти шутки вошли в Первое фолио пьес Шекспира, но позже были убраны из публичной театральной постановки и поэтому отсутствуют в сборнике пьес Шекспира 1602 года.

### Финансовые трудности
Однако содержание своей многочисленной семьи, поддержание роскоши своего двора по образцу более могущественных европейских дворов, его пышные празднества и блестящие охоты, многочисленные зарубежные поездки, амбициозные приобретения и крупные строительные проекты, крупные ссуды королю Генриху IV и французским протестантам, истощили казну Фридриха.
Пытаясь ликвидировать свои долги, сначала он прибег к займам, а затем начал поощрять поиски философского камня. Эта глупость, имевшая широкое распространение в ту эпоху, ещё больше подточила финансы Фридриха. Однако, несмотря на свои пороки, Фридрих обладал множеством положительных качеств; он был очень грамотным и эрудированным человеком, щедрым покровителем искусств и литературы.

### Герцогство Вюртемберг
Фридрих в 1593 году стал владетельным правителем Вюртемберга после смерти своего кузена Людвига III.
В 1599 году Фридрих I распорядился основать новый город Фройденштадт. По его замыслу город должен был стать новой столицей герцогства Вюртемберга, расположенной значительно ближе к Монбельяру, чем действующая столица Штутгарт. Однако этим планам было не суждено воплотиться в реальность из-за смерти Фридриха.
Скончался Фридрих I в Штутгарте в январе 1608 года вследствие нарушения мозгового кровообращения.
Сыновья Фридриха I положат начало герцогскому дому Вюртемберг-Нейенштадт, младшей линии Вюртембергского дома, заключив взаимное соглашение 7 июня 1617 года. Старший сын Иоганн Фридрих принял во владение герцогство Вюртемберг, а младший сын Фридрих Ахилл получил в наследственное владение замок Нойенштадт и ежегодное содержание в размере 10000 гульденов.

## Семья и наследники

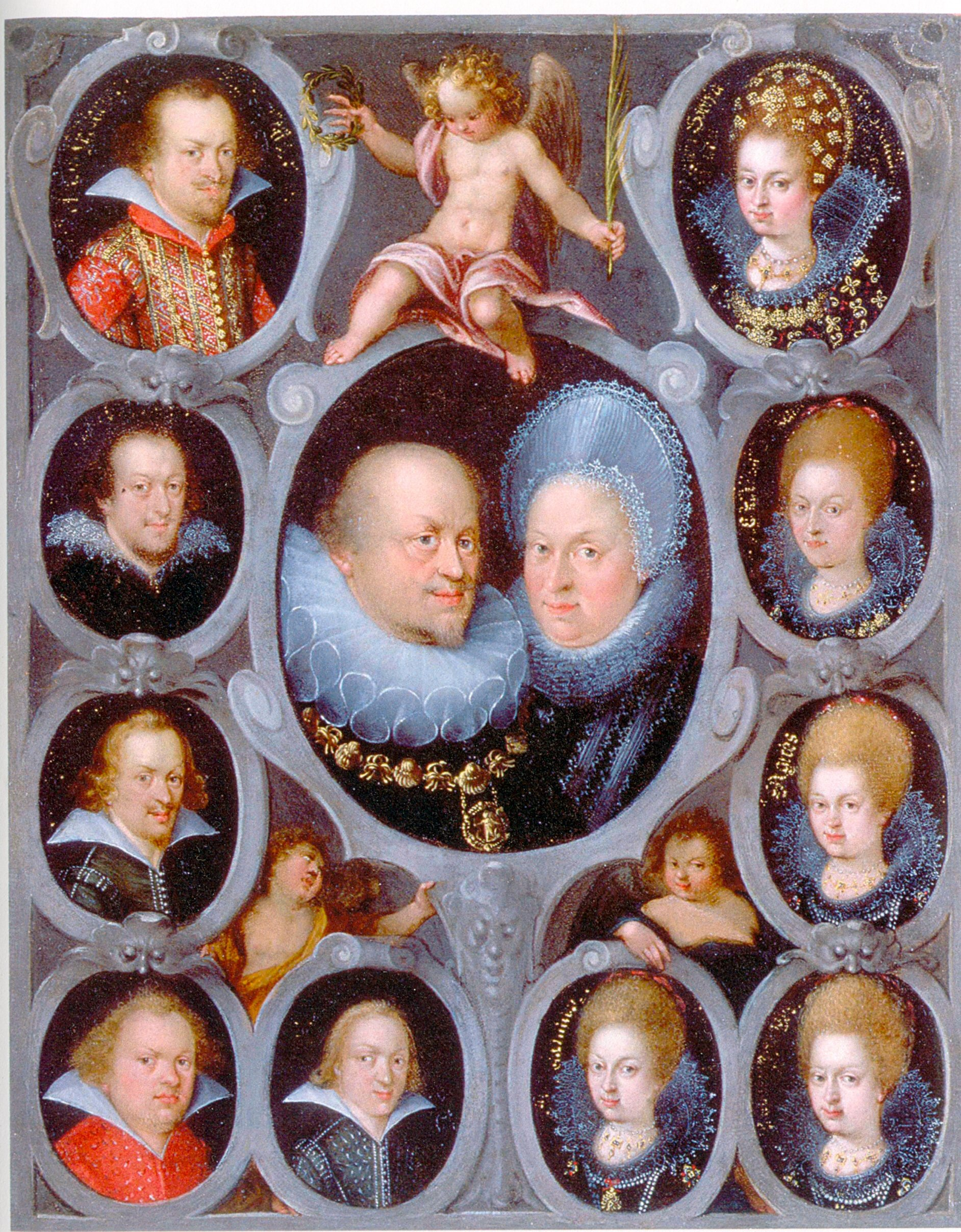
Фридрих I с супругой Сибиллой Ангальтской (в центре), в окружении пяти сыновей и пяти дочерей

Фридрих I в 1581 году в Штутгарте в возрасте 24 лет женился на Сибилле (1564—1614), дочери князя Ангальта Иоахима Эрнста (1536—1586). У них было 15 детей:
- Иоганн Фридрих (5 мая 1582 года — 18 июля 1628 года), герцог Вюртемберга, женат на Барбаре Софии Бранденбургской;
- Георг Фридрих (1583—1591) ;
- Сибилла Елизавета (1584—1606), вышла замуж в 1604 году за саксонского курфюрста Иоганна Георга I;
- Елизавета (1585—1585);
- Людвиг Фридрих (29 января 1586 года — 26 января 1631 года), герцог Вюртемберга и граф Монбельяра, женат на Елизавете Магдалене Гессен-Дармштадтской, затем на Анне Элеоноре Нассау-Саарбрюккен-Вейльбургской;
- Иоахим Фридрих (1587—1587);
- Юлий Фридрих (3 июня 1588 года — 25 апреля 1635 года), герцог Вюртемберга-Юлиусбурга;
- Филипп Фридрих (1589—1589);
- Ева Кристина (1590—1657), вышла замуж в 1610 году за герцога Егерндорфа Иоганна Георга;
- Фридрих Ахилл (1591—1630), герцог Вюртемберг-Нейенштадта;
- Агнесса (1592—1629), вышла замуж в 1620 году за князя Франца Юлия Саксен-Лауэнбургского;
- Барбара (1593—1627), вышла замуж в 1616 году за маркграфа Фридриха V Баден-Дурлахского;
- Магнус (2 декабря 1594 года — 6 мая 1622 года), герцог Вюртемберг-Нейенбурга, погиб в битве при Вимпфене;
- Августа (1596—1596);
- Анна (1597—1650).